# Wiosna

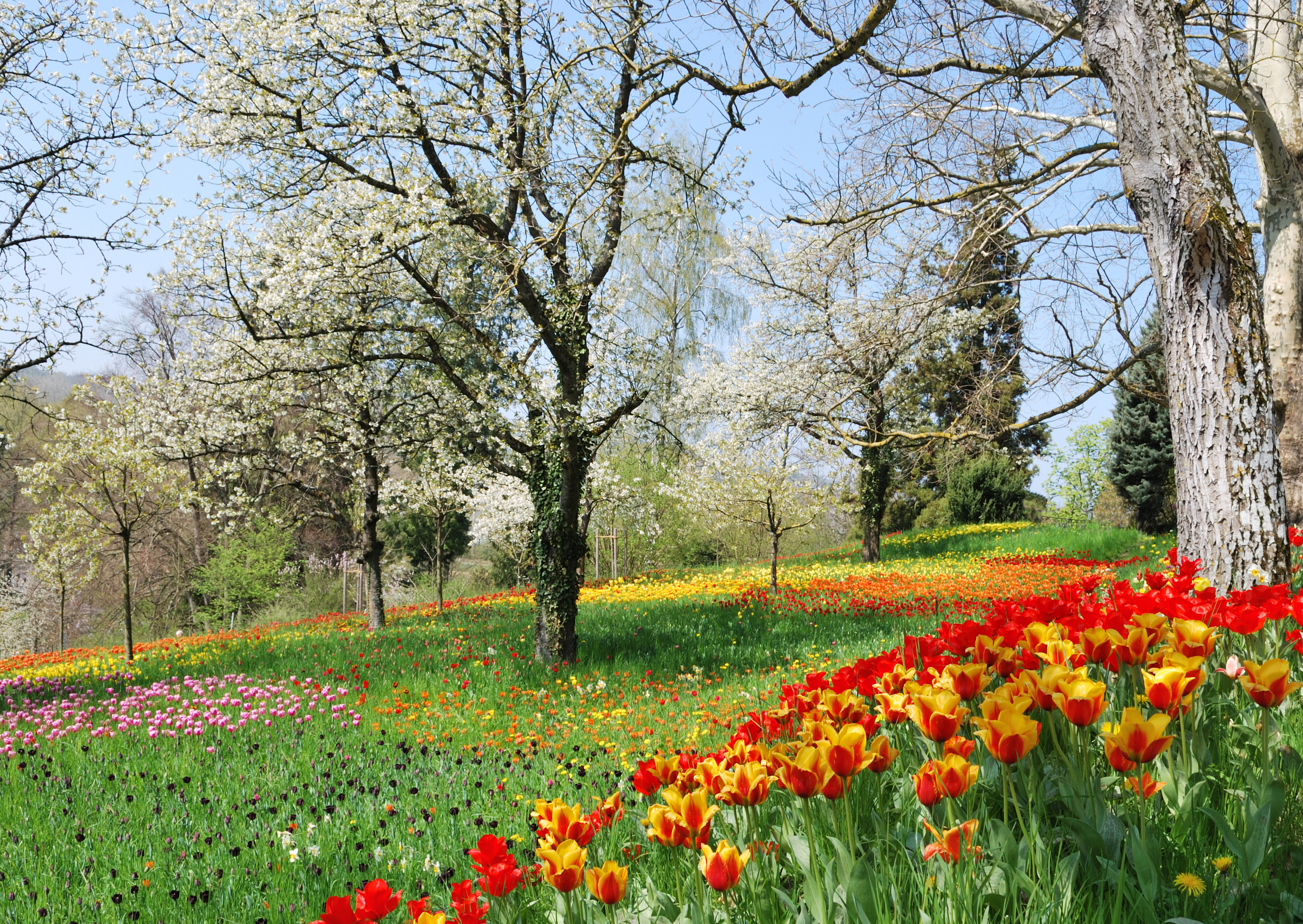
Wiosna na wyspie Mainau

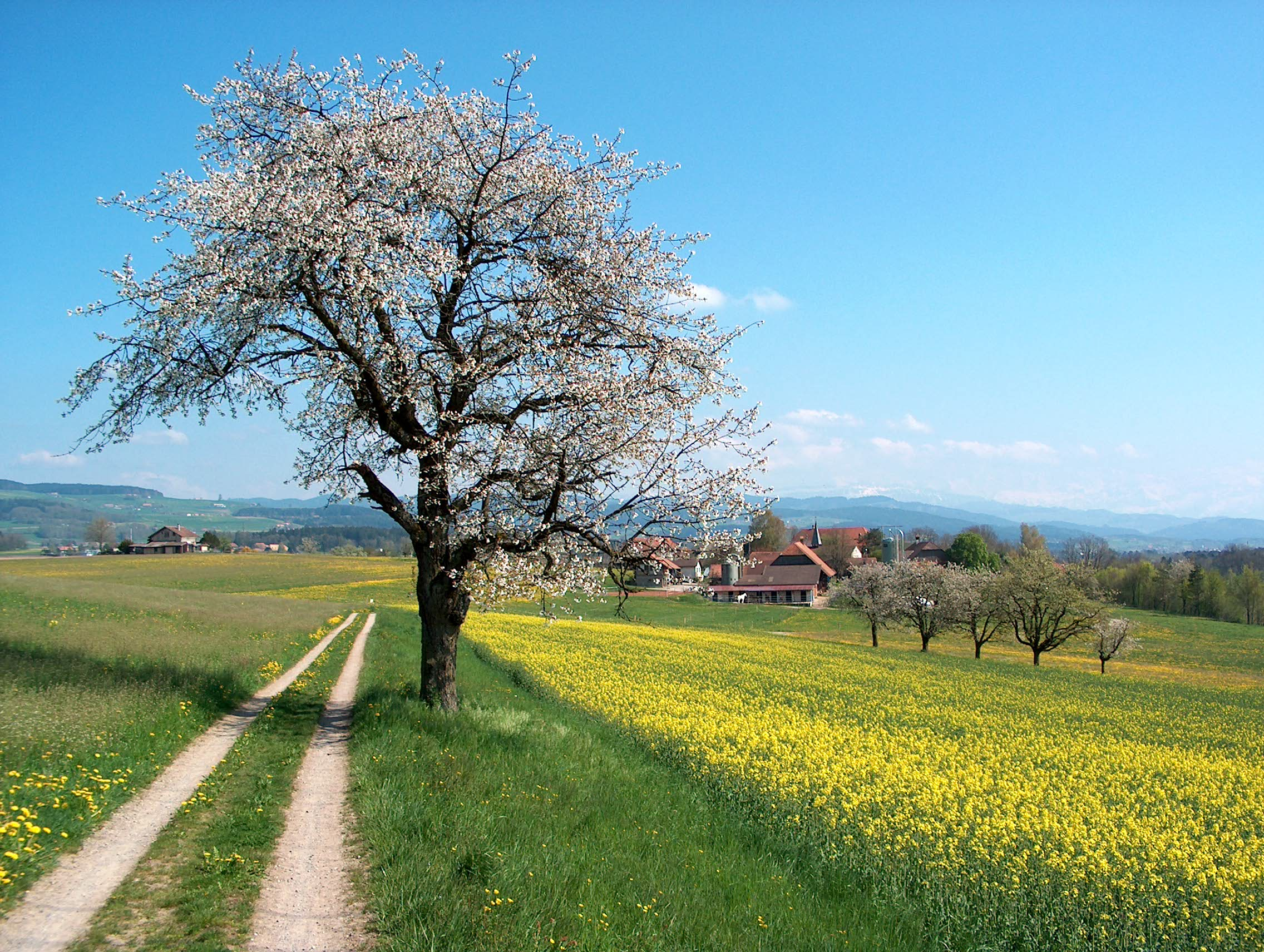
Wiosna na polach Szwajcarii

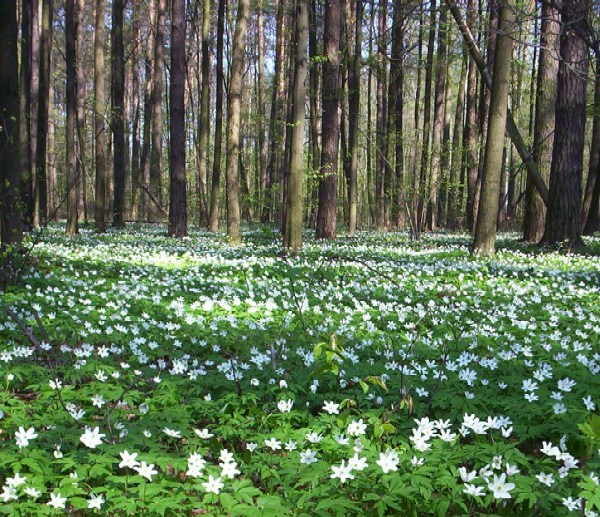
Wiosna w lesie − dywan zawilców gajowych

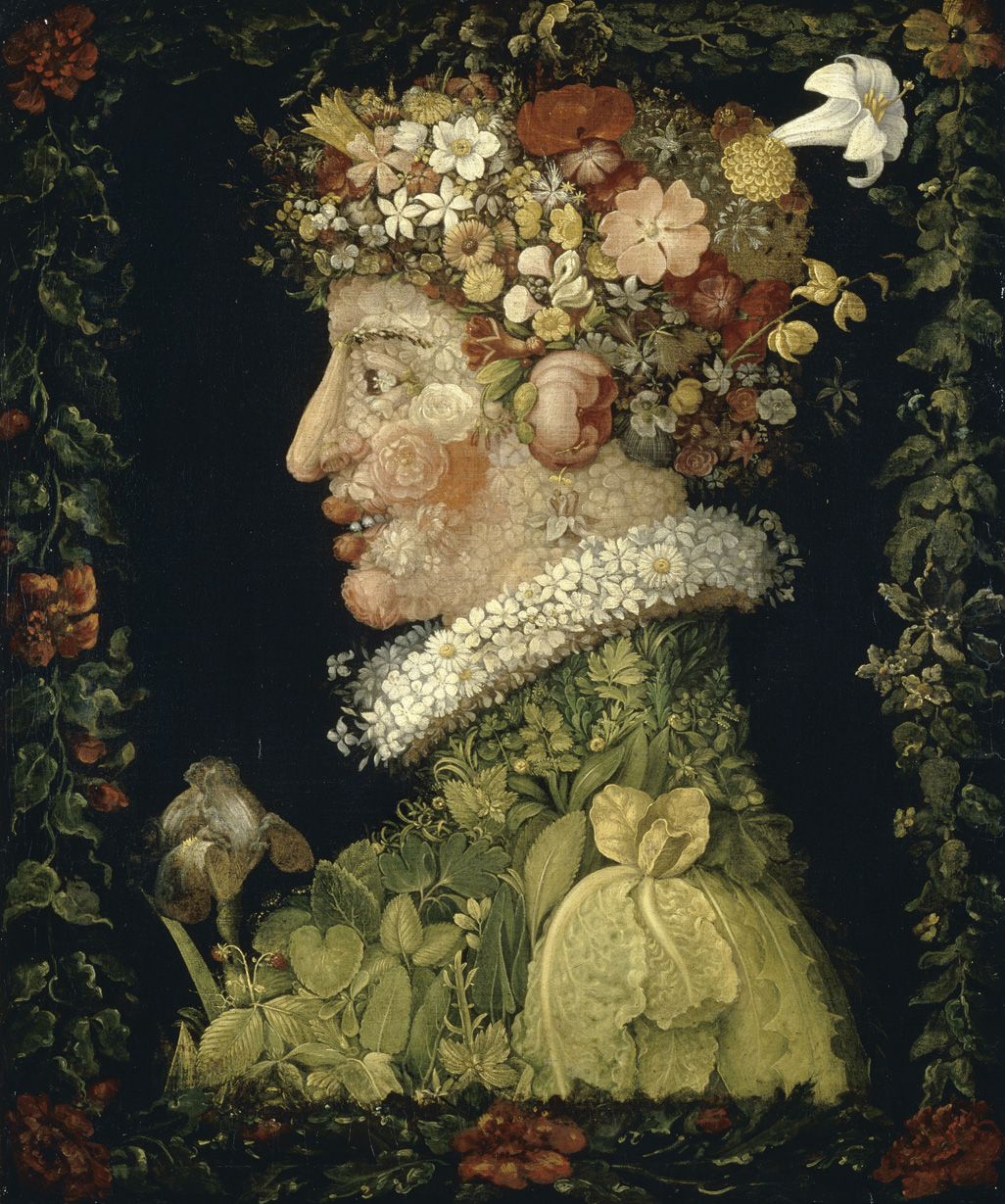
Giuseppe Arcimboldo – Wiosna

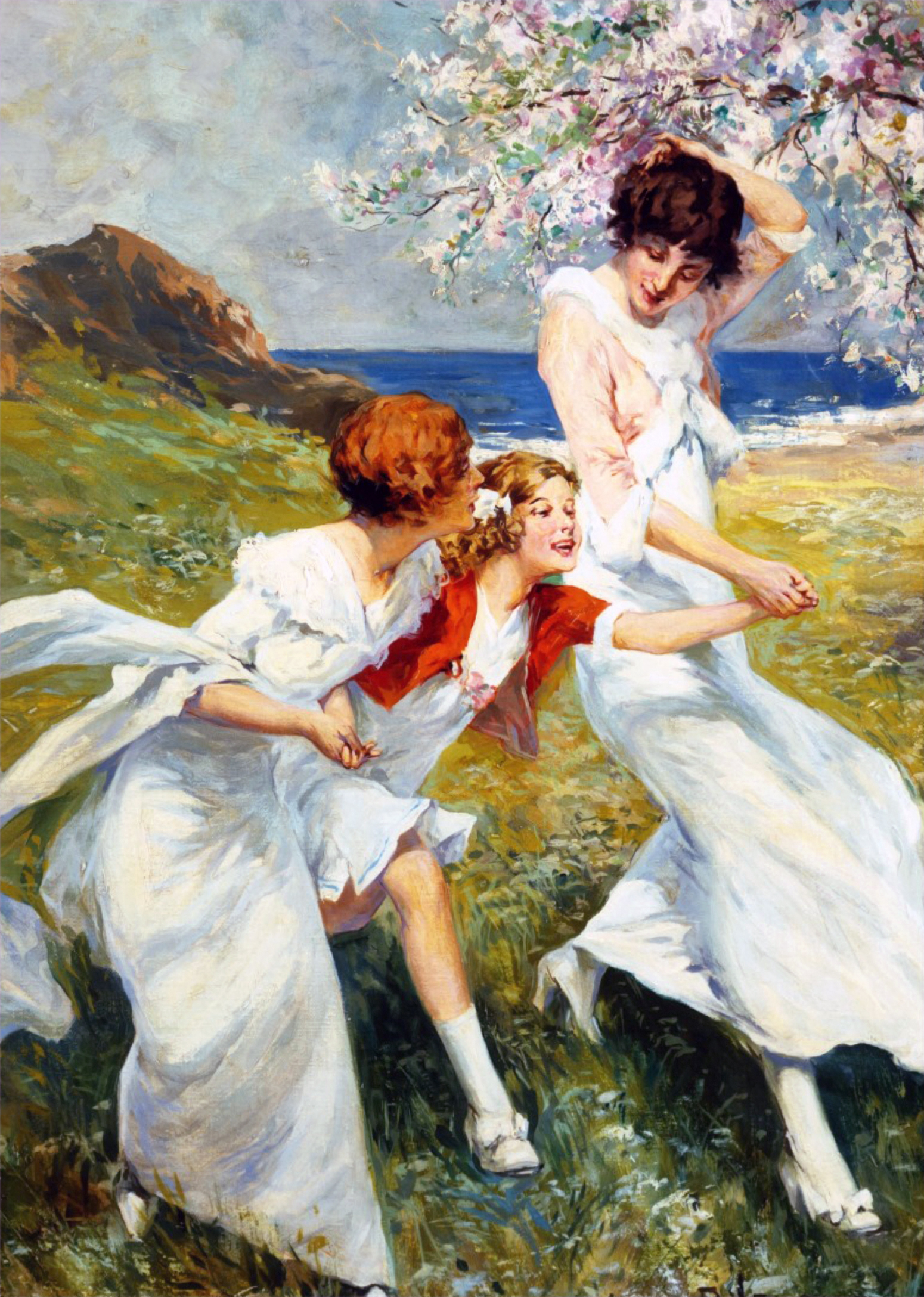
Obraz, alegoria wiosny pędzla René Lelonga pt. Radości wiosny, ok. 1890-1900

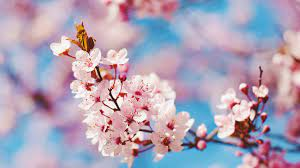
Kwiaty rosnące na drzewie

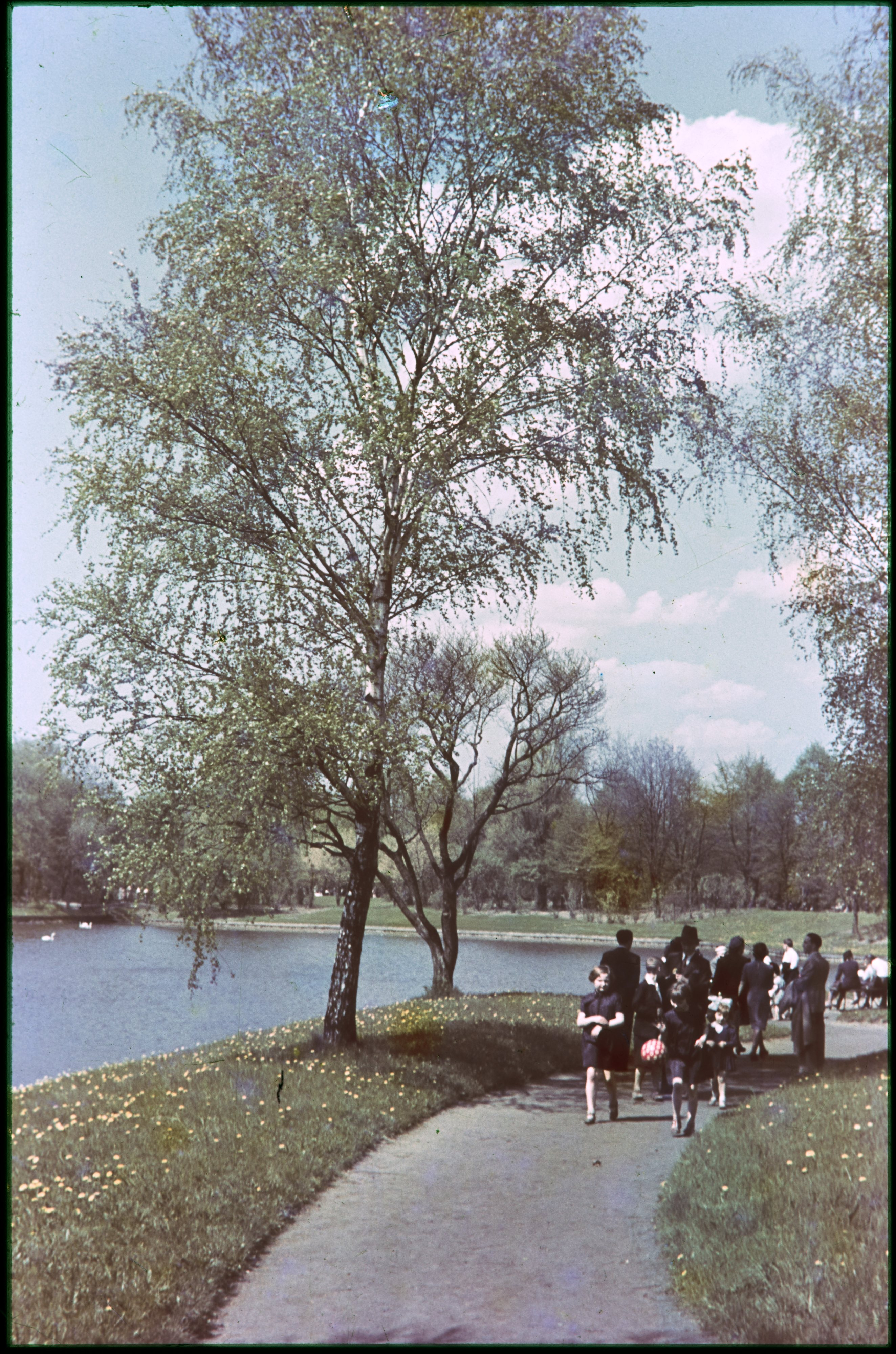
Wiosna w Parku Skaryszewskim w Warszawie (fotografia barwna, 1939)

Wiosna − jedna z czterech pór roku w przyrodzie klimatu umiarkowanego. Charakteryzuje się umiarkowanymi temperaturami powietrza z rosnącą średnią dobową oraz umiarkowaną ilością opadu atmosferycznego.

## Meteorologia
Wiosna astronomiczna rozpoczyna się w momencie równonocy wiosennej i trwa do momentu przesilenia letniego, co w przybliżeniu oznacza na półkuli północnej okres pomiędzy 21 marca a 22 czerwca (na półkuli południowej między 23 września a 22 grudnia); czasami daty te wypadają dzień wcześniej lub dzień później, a w roku przestępnym mogą być dodatkowo cofnięte o jeden dzień. Podczas wiosny astronomicznej dzienna pora dnia jest dłuższa od pory nocnej, a ponadto z każdą kolejną dobą dzień jest dłuższy, noc krótsza, aż do przesilenia letniego, od tego dnia dni stają się krótsze, a noce dłuższe. Temperatura powietrza wiosną rzadko spada poniżej 0°C.
Za wiosnę klimatyczną przyjmuje się okres roku, w którym średnie dobowe temperatury powietrza wahają się pomiędzy 5 a 15°C. Zasadniczo wiosnę poprzedza zima, jednak pomiędzy tymi okresami znajduje się klimatyczny etap przejściowy − przedwiośnie. Za początek wiosny fenologicznej przyjmuje się początek wegetacji oraz kwitnienie przebiśniegów i krokusów. W zależności od kontynentu i strefy klimatycznej, pory roku zmieniają się wcześniej, bądź później i trwają dłużej, bądź krócej.
Dla półkuli południowej wszystkie opisane daty i zjawiska są przesunięte o pół roku. Za miesiące wiosenne na półkuli północnej uznaje się marzec, kwiecień i maj, a na południowej wrzesień, październik i listopad.

### Data początku wiosny
Pierwszy dzień wiosny astronomicznej obchodzony jest w dniu równonocy wiosennej, który najczęściej przypada w dniu 21 marca, dnia poprzedniego lub następnego, w zależności, gdzie jest obserwowany.
W XX wieku wiosna w strefie czasowej Polski rozpoczynała się zwykle 21 marca, zaś w miarę przybliżania się końca stulecia coraz częściej 20 marca. W 2011 roku pierwszy dzień wiosny przypadł na 21 marca (godz. 00:21), zaś wszystkie kolejne do roku 2043 będą przypadać wyłącznie 20 marca, a od 2044 roku – 19 albo 20 marca. Kolejny początek wiosny w dniu 21 marca nastąpi dopiero w roku 2102. Przyczyną zjawiska jest różnica czasu trwania roku kalendarzowego i zwrotnikowego, wyrównywana poprzez stosowanie kalendarza gregoriańskiego. Rok 2000 był rokiem przestępnym (w przeciwieństwie do lat 1700, 1800, 1900) i przez to data równonocy wiosennej (jak i daty równonocy jesiennej i przesileń) przesunęły się w kierunku początku roku (efekt „spóźniania się kalendarza”). W roku 2100, w wyniku pominięcia jednego roku przestępnego, daty znów przesuną się o 1 dzień dalej, „powracając” na swoje miejsce.
Pierwszy dzień wiosny kalendarzowej ma stałą datę, zawsze przypada na 21 marca i to wtedy tradycyjne obchodzony jest początek wiosny na całej półkuli północnej, obejmującej m.in.: Europę – w tym Polskę, Niemcy, Francję, Wielką Brytanię, Hiszpanię, Włochy, kraje skandynawskie, kraje bałkańskie i inne; Azję – w tym Rosję (część azjatycka), Chiny, Japonię, Koreę Południową, Koreę Północną, Indie, Iran, kraje Bliskiego Wschodu i inne; Amerykę Północną – w tym Stany Zjednoczone, Kanadę, Meksyk.
Czasem początek wiosny kalendarzowej pokrywa się z początkiem wiosny astronomicznej.

## Kultura symboliczna

### Mezopotamia
W starożytnej Mezopotamii obchodzono uroczystości związane ze zbiorem zbóż. Święto to nosiło nazwę Akitu. Uroczystości noworoczne obchodzono w większości miast starożytnej Mezopotamii. Gdy pomiędzy sobą stanęli Marduk i Aszur akitu zyskało nowe znaczenie jako święto narodowe, obchodzone na początku roku w stolicy z udziałem króla, oraz elit dworskich i kapłańskich.

### Iran
Nouruz to tradycyjne irańskie święto nowego roku, obchodzone w dniu równonocy wiosennej, od 2010 obchodzone na arenie międzynarodowej. Nazwa święta pochodzi z języka staroperskiego od słów nava (nowy) i rəzaŋh (dzień), i zachowuje swoje znaczenie również we współczesnym języku perskim.

### Polska
W religii chrześcijańskiej wiosną obchodzone są uroczystości Wielkiejnocy, która jest najważniejszym świętem tego wyznania. Uroczystości wielkanocne poprzedza Wielki Tydzień. Ostatnie trzy doby tego tygodnia: Wielki Czwartek (wieczór), Wielki Piątek, Wielka Sobota i Niedziela Zmartwychwstania znane są jako Triduum Paschalne (Triduum Paschale).
Z obchodami świąt wielkanocnych związanych jest wiele zwyczajów ludowych. Przetrwały one do współczesności w formie szczątkowej, jak na przykład pożegnanie zimy polegające na rytualnym spaleniu bądź utopieniu kukły symbolizującej Marzannę – boginię zimy i śmierci. Wspólne spożywanie malowanych jajek (pisanek), również pochodzące jeszcze z tego okresu, z czasem stało się częścią obchodów wielkanocnych. W rodzimowierstwie słowiańskim nadejście wiosny celebruje święto Jarych Godów, przypadające na wiosenną równonoc. W wierzeniach rodzimowierców jest to czas, gdy bóg Jaryło pokonuje boga Welesa, a wyznawcy wykonują zabiegi mające zapewnić płodność ziemi.
1 maja obchodzone jest Święto Pracy, obchodzone od 1890. Święto mające na celu podkreślenia pracy ludzkiej, upamiętnia je pochód pierwszomajowy. W Polsce od 1950 jest świętem państwowym, wolnym od pracy.
3 maja obchodzone jest w Polsce Święto Narodowe Trzeciego Maja, ustanowione w 1919, oraz ponownie w 1990 w rocznicę uchwalenia Konstytucji 3 maja Rzeczypospolitej Obojga Narodów.
Obchodzona jest również majówka.

## Zwierzęta
Wiosną wszystkie organizmy zwiększają swoją aktywność po zimowym uśpieniu. Zwierzęta rozpoczynają rozmnażanie. W każdym środowisku sieć pokarmowa jest bardziej skomplikowana niż zimą. Świat zwierząt przechodzi okres budzenia się do życia, a następnie rozpoczyna się pierwsza faza okresu rozmnażania, czyli dobieranie się w pary i zapłodnienie u zwierząt. Niektóre ptaki powracają z cieplejszych stref klimatycznych.

## Rośliny
Gdy dni stają się coraz dłuższe, a odczuwalna temperatura powietrza wzrasta, rośliny budzą się, wypuszczają liście bądź zakwitają. Na drzewach pojawiają się liście, np. na Mazowszu najwcześniej około 24 marca, a najpóźniej w ostatniej dekadzie kwietnia.